# Love (cântec de Lana Del Rey)
„Love” este un cântec al interpretei americane Lana Del Rey. Publicat la data de 18 februarie 2017, prin intermediul caselor de discuri Polydor Records și Interscope Records, ca primul extras pe single de pe cel de-al cincilea album de studio, Lust for Life. Compoziția a fost scrisă de către cântăreața însăși, Benny Blanco, Emile Haynie și Rick Nowels, cu producție suplimentară din partea lui Kieron Menzies. Lansarea sa a fost anunțată în premieră cu postere promoționale atașate in Los Angeles la data de 17 februarie, după care data lansării a fost forțata din cauza versiunilor divulgate ale melodiei care au apărut online in aceeași zi.

## Videocliplul
Videoclipul piesei a fost anunțat în cadrul unei transmiteri live pe Instagram, și a fost publicat pe YouTube la data de 20 februarie 2017. Videoclipul începe în alb-negru care prezintă mai multe cupluri de tineri pe un skateboard și conducând o mașină care se îndreaptă spre spațiu, iar ochii cântăritei devin albaștri împreună cu restul scenei. Alte scene arată cântăreața în timp ce cântă într-un spectacol pe lună. Videoclipul oficial a acumulat un număr de 8 milioane de vizualizări în doar peste 24 de ore.

## Clasamente
| Țară (clasament)                               | Poziția maximă | Referință |
| ---------------------------------------------- | -------------- | --------- |
| Australia (ARIA Singles Chart)                 | 41             | [ 7 ]     |
| Austria (Ö3 Austria Top 40)                    | 43             | [ 7 ]     |
| Belgia – Flandra (Ultratop)                    | 41             | [ 7 ]     |
| Belgia – Valonia (Ultratip)                    | 5              | [ 8 ]     |
| Canada (Canadian Hot 100)                      | 48             | [ 9 ]     |
| Elveția (Schweizer Hitparade)                  | 27             | [ 7 ]     |
| Franța (SNEP)                                  | 12             | [ 7 ]     |
| Germania (Official German Charts)              | 68             | [ 7 ]     |
| Grecia (Billboard Digital Songs)               | 3              | [ 10 ]    |
| Irlanda (IRMA)                                 | 35             | [ 11 ]    |
| Noua Zeelandă (Recorded Music NZ Heatseekers)  | 3              | [ 12 ]    |
| Portugalia (AFP)                               | 47             | [ 13 ]    |
| Regatul Unit (UK Singles Chart)                | 5              | [ 14 ]    |
| Republica Cehă (Radio Top 100)                 | 17             | [ 15 ]    |
| Republica Cehă (Singles Digitál Top 100)       | 25             | [ 16 ]    |
| Scoția (Scottish Singles Chart)                | 16             | [ 17 ]    |
| Slovenia (Singles Digitál Top 100)             | 13             | [ 18 ]    |
| Spania (PROMUSICAE)                            | 5              | [ 7 ]     |
| Statele Unite ale Americii (Billboard Hot 100) | 24             | [ 19 ]    |
| Statele Unite ale Americii (Hot Rock Songs)    | 44             | [ 20 ]    |
| Suedia (Sverigetopplistan)                     | 49             | [ 7 ]     |
| Ungaria (Single Top 40)                        | 4              | [ 21 ]    |

## Datele lansărilor
| Țară                       | Dată              | Format              | Casă de discuri    | Ref.   |
| -------------------------- | ----------------- | ------------------- | ------------------ | ------ |
| La nivel mondial           | 18 februarie 2017 | Descărcare digitală | Polydor Interscope | [ 22 ] |
| Regatul Unit               | 24 februarie 2017 | Radio               | Polydor Interscope | [ 23 ] |
| Statele Unite ale Americii | 28 martie 2017    | Radio               | Interscope         | [ 24 ] |

## Legături externe
- Versurile complete ale acestei piese pe MetroLyrics
- Lana Del Rey - Love pe YouTube